# Jean le Pérégrin
Jean le pérégrin est un roman finlandais de Mika Waltari paru pour la première fois en 1981.

## Bref résumé de l'histoire
Le concile œcuménique est réuni à Bâle  au moment où Jean le pérégrin arrive dans la ville. Fasciné par la culture latine, il arrive à obtenir un emploi de scribe auprès du  cardinal Cesarini. Il assiste son maître lors des querelles sur la primauté du concile sur le pape. Il devient ensuite le factotum de Nicolas de Cues qui lui donne des cours de grec. Ils partent ensemble en 1437 avec la délégation qui se rend à Constantinople pour convaincre les  Byzantins de se rendre au concile réuni à Ferrare en vue de mettre fin au  schisme entre les deux églises. Il les accompagne ensuite à Ferrare. Foncièrement sceptique mais avide de croire, il entre dans des débats théologiques et philosophiques avec ses pairs, qui sont le pendant de ceux auxquels il assiste entre les pères conciliaires.

## Genèse de l'œuvre
Mika Waltari s'est soigneusement documenté sur la période.
Dans un premier temps, Waltari a écrit l'ébauche d'une œuvre inachevée qui deviendra Jean le Pérégrin lorsqu'elle sera publiée après sa mort. Il a ensuite fait évoluer son personnage et décrit la fin de sa vie dans Les Amants de Byzance. À quelques dissonances près, on peut considérer que Jean le Pérégrin raconte la jeunesse de Jean l'Ange, le protagoniste des Amants de Byzance. Néanmoins le style des deux romans est assez différent, épistolaire et assez factuel pour Les Amants de Byzance, réflexions théologiques plus développées dans Jean le Pérégrin. Le sujet lui-même impose un rythme différent : haletant pour le siège de Constantinople d'une part, longues attentes songeuses lors des interminables négociations pour l'union des Églises d'autre part.